# 南塞勒姆鎮區 (堪薩斯州格林伍德縣)
南塞勒姆鎮區（英語：South Salem Township）為美國堪薩斯州格林伍德縣轄下的鎮區。2010年美国人口普查中此鎮區人口有95人。

## 地理
南塞勒姆鎮區涵蓋總面積為226.9平方（87.62平方英里），其中陸地面積為225.1平方（86.90平方英里），水域面積為1.9平方（0.72平方英里）或0.82%。海拔高度388（1,273英尺）。

## 人口統計
根據2010年美國人口普查，南塞勒姆鎮區人口有95人，其中男性有47人，女性有48人，人口密度為每平方公里0.42人，住房計51戶。鎮區內的白人有95人，非裔美國人有0人，美洲原住民有0人，亞裔美國人有0人，太平洋島裔美國人有0人，其他種族有0人，混血種族則有0人。此外鎮區內有0人為西班牙裔或拉丁裔美國人。此鎮區之年齡中位數為38.2歲，而男性年齡中位數為38.8歲，女性年齡中位數為35.5歲。